# لحظة ضعف
لحظة ضعف هو مسلسل من تأليف زينب العسكري، من بطولة غانم الصالح، عبير عيسى، وعبد الإمام عبد الله وزينب العسكري ووجدان ولمياء وزهور حسين وشوق ومبارك خميس وآلاء شاكر المخرج محمد سليمان